# 米拉波大道

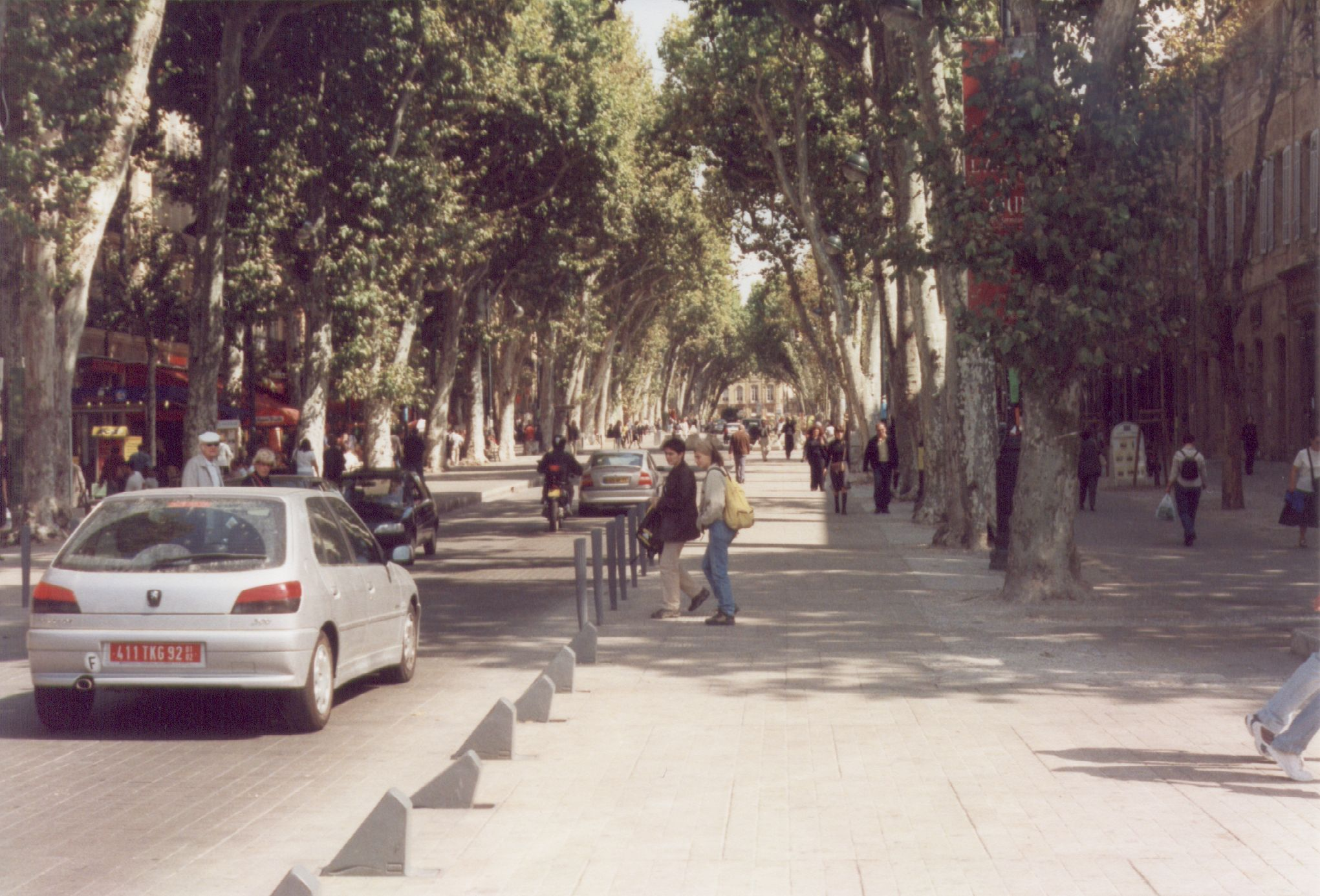
米拉波大道

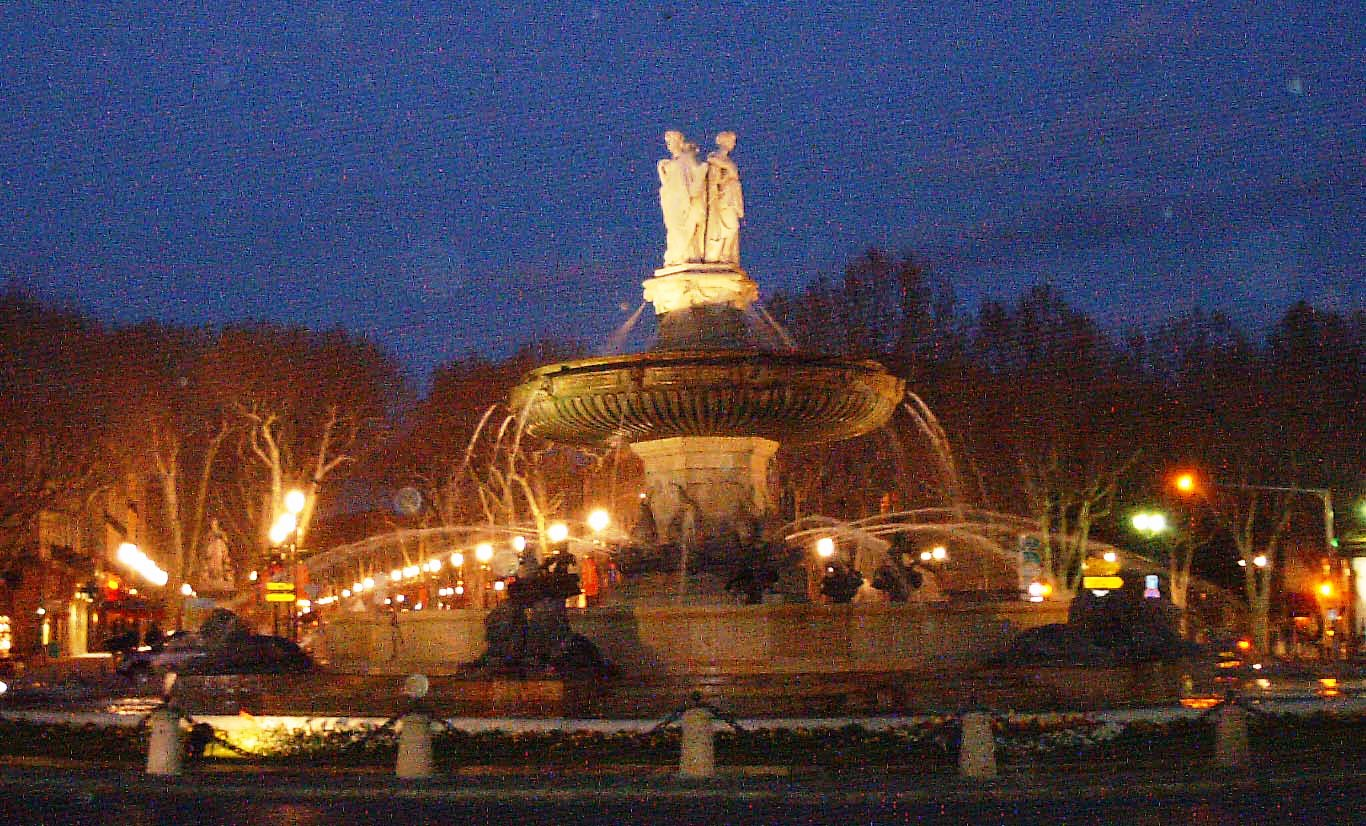
米拉波大道上的喷泉

米拉波大道（Cours Mirabeau）是法国南部城市普罗旺斯地区艾克斯一条宽阔的大道。

## 简介
米拉波大道长440米，宽42米，是该城最热门的地方。两旁林立着许多咖啡馆，其中最有名的是“两个男孩”（Deux Garçons），历史上塞尚、左拉和加缪等文化名人经常光顾此地。
这条街有宽阔的人行道，两旁种植着悬铃木。米拉波大道上点缀着喷泉，其中最引人注目的是圆亭喷泉（La Rotonde），这是一个大型喷泉，构成这条大道尽头的一个圆环。这条街将艾克斯分为两个部分：马扎然区（Quartier Mazarin），又名新城，向南部和西部延伸；伯爵城（Ville comtale），又名老城，位于大道以北，街道宽阔但不规则，这里古老的大宅，历史可以追溯到16、17和18世纪。

## 历史
从1646年起，当地的富人开始搬进由儒勒·马扎然枢机主教兄弟建成的马扎然区。
1650年，普罗旺斯议会批准在一片乱堆上修建通行大车的大道这个想法使之从传教士广场（place des Prêcheurs）变成了艾克斯居民调戏（dalliance）的新地点。
大道花费100,000磅，费用由购房者、艾克斯市、普罗旺斯、旺多姆公爵和路易二世·德·波旁-旺多姆承担。 
到1696年，建成了4个喷泉：九枪喷泉（Fontaine des 9 canons）、青苔喷泉（Fontaine "Moussue）、勒内王喷泉（Fontaine du Roi René）和西面的马与海喷泉（"les Chevaux-Marins"，现在消失）。
虽然旺多姆公爵最初想在此修建宫殿，但是后来决定修建乡间别墅pavillon Vendôme，他于1669年在此去世。他的儿子路易·约瑟夫·德·波旁将沿米拉波大道的部分出售，后来买家又将其出售给四个买主，因此分成了四座房屋。 
1876年，麦克马洪签署了一项法令，将这条大道以米拉波伯爵命名。